# Dungelot
Dungelot — браузерная и мобильная игра в жанре roguelike, разработанная российской студией Red Winter Software. Браузерная версия игры была выпущена через портал Kongregate; позднее игра была портирована на платформы iOS и Android в 2013 году. В последующие годы были выпущены два продолжения — Dungelot 2 и Dungelot: Shattered Lands.

## Геймплей
В ходе Dungelot игрок управляет персонажем, обследующим подземелье. По мере прохождения игроку становятся доступными несколько классов персонажей — паладин, вампир, пивовар и ассасин. У каждого класса есть свои особые пассивно действующие способности. В отличие от других подобных игр, фигурка персонажа не присутствует непосредственно в подземелье, хотя и отображается в меню внизу экрана. Игрок взаимодействует с игрой, открывая одну за другой клетки, на которые расчерчено подземелье — в версиях игры для мобильных устройств для этого достаточно прикасаться пальцем к экрану. Каждый уровень подземелья состоит из 30 клеток — на одной из них находится выход, позволяющий перейти на следующий, более глубокий и сложный уровень подземелья. Изначально все остальные клетки закрыты от игрока, но на каждой при открытии может оказаться монстр, сокровище, ловушка или усиливающий персонажа предмет — разработчики сравнивали игру с рождественским календарём, где в каждой ячейке может скрываться какой-нибудь сюрприз. Хотя сражения с монстрами устроены очень просто — как и у героя, так и у врагов есть лишь две характеристики, сила атаки и запас здоровья — у каждого вида врагов есть какие-нибудь особенности, как, например, возможность двойной атаки или способность восстанавливать себе здоровье. Как и в других играх жанра roguelike, смерть в Dungelot является необратимой — в случае гибели персонажа игрок теряет и его, и все собранные предметы, за исключением небольшого количества золота, за счет которого можно сделать сильнее следующего персонажа.

## Отзывы
| Сводный рейтинг    | Сводный рейтинг |
| Агрегатор          | Оценка          |
| ------------------ | --------------- |
| Metacritic         | 83/100          |
| Иноязычные издания |                 |
| Издание            | Оценка          |
| Eurogamer          | 8/10            |
| IGN                | 8,9             |
| TouchArcade        | [ 3 ]           |
| 148Apps            | [ 6 ]           |
| AppSpy             | [ 7 ]           |

Игра получила положительные отзывы обозревателей. Рецензент IGN Коди Массер назвал игру «„Сапёром“ от мира roguelike», особо отмечая простой и понятный геймплей, но одновременно высокую сложность, как это и должно быть в игре такого жанра. Единственным недостатком игры он посчитал малое разнообразие предметов, усиливающих персонажа. Рич Стэнтон в обзоре для Eurogamer особо отметил простой и понятный интерфейс игры, хорошо адаптированный для мобильных устройств: «нет ничего нового в том, чтобы открывать клетки в roguelike, но нажимать на них — именно то, что и нужно для сенсорного экрана». Обозревателю показалось неблагозвучным название Dungelot, скорее созвучное с dung (с англ. — «навоз»), чем dungeon (с англ. — «подземелье»), однако саму игру он посчитал «лакомым кусочком». Обозреватель TouchArcade Нисса Кэмпбелл также сравнивала игру с «Сапёром», отмечая, что Dungelot — не самая сложная игра в жанре roguelike, но она как нельзя лучше подходит для мобильных устройств; Кэмпбелл охарактеризовала Dungelot как увлекательную, но при этом просто устроенную игру, которую легко прервать в любой момент и вернуться после перерыва.